# ديفيد بروكس (كاتب)
ديفيد بروكس (بالإنجليزية: David Brooks)‏ هو ناقد أدبي وكاتب أسترالي، ولد في 12 يناير 1953 في كانبرا في أستراليا.

## وصلات خارجية
- الموقع الرسمي